# السوق
السوق ناحیه‌ای تجاری در شهرداری دوحه از کشور قطر است. اکثر بازارهای کشور قطر، از جمله سوق واقف، در این ناحیه قرار دارند.